# Transgender History
Transgender History (« Une Histoire (du) transgenre ») est un essai de Susan Stryker constituant une histoire concise des personnes transgenres aux États-Unis du milieu du XIXe siècle aux années 2000. Le livre a été publié en anglais en 2008 par Seal Press, avec une édition révisée publiée en 2017. Il n'a pas été traduit en français.

## Contenu
Le livre est divisé en cinq chapitres, dont la plupart traitent d’une période particulière de l’histoire. Chaque chapitre comporte également plusieurs sections intermédiaires (breakout sections) qui définissent la nouvelle terminologie utilisée dans ce chapitre.

### Introduction aux termes et concepts transgenres
Ce premier chapitre est un aperçu du sujet de l'identité de genre ; il donne la définition de Stryker des termes et concepts courants utilisés tout au long de l'ouvrage. Ce chapitre traite également des arguments et des discussions actuels sur les personnes transgenres. Plusieurs critiques ont noté que la définition de Stryker de la transidentité, telle qu'énoncée dans le livre comme « des personnes qui s'éloignent du genre qui leur a été assigné à la naissance, des personnes qui franchissent (trans-) les frontières construites par leur culture pour définir et contenir leur genre » constitue une discussion historique qui permet une « histoire sensible à un large éventail d'identités et d'expériences ».

### Cent ans d'histoire transgenre
Le deuxième chapitre examine comment l’idée de transidentité a été pathologisée des années 1850 aux années 1950 par la communauté médicale et comment tout type de non-conformité de genre a été traité comme une maladie. Dans le même temps, le chapitre décrit les premières formes du mouvement transgenre et comment des groupes et des organisations ont commencé à se former. Durant cette période, les idées de sexualité et de genre, d’homosexualité et de transidentité en particulier, n’étaient pas aussi clairement définies et étaient souvent considérées comme synonymes ou du moins étroitement liées. Les efforts visant à différencier clairement le genre en un sujet à part entière ont été observés à travers les actions de personnes comme Magnus Hirschfeld et de groupes comme les androgynes autoproclamés qui composaient le Cercle Hermaphroditos . Ces discussions sociales et médicales ont contribué à faire progresser la visibilité de l’identité transgenre et à la faire entrer dans la sphère publique. Au cours des décennies suivantes, les groupes et les publications créés par Virginia Prince ont également mis en avant l'idée du travestissement et sa relation avec d'autres sujets de genre.

### Libération transgenre
Le troisième chapitre relate les mouvements grassroots des personnes transgenres et la manière dont les affrontements avec la police et d’autres régulateurs ont conduit à des manifestations pour les droits civiques et à des émeutes aux États-Unis, des années 1950 au début des années 1970. Parmi ces événements, on compte les émeutes de Stonewall, une demande d'égalité de service au Dewey's Coffee Shop à Philadelphie, une émeute à petite échelle chez Cooper's Donuts et l'émeute de la cafétéria de Compton à San Francisco. L'émeute de la cafétéria de Compton est la première émeute à grande échelle documentée impliquant des personnes transgenres aux États-Unis.

### Les décennies difficiles
Le quatrième chapitre analyse le retour de bâton (backlash) contre le mouvement transgenre, en particulier au sein des mouvements féministes et LGB dans les années 1970 et 1980. Cette réaction négative s’est accompagnée de la pression exercée par les groupes transgenres pour que l’identité transgenre soit répertoriée dans la littérature diagnostique médicale comme un trouble soignable appelé trouble de l’identité de genre. L'union de la communauté transgenre pour cette cause a donné lieu à la formation de plusieurs organisations composées uniquement de femmes trans, qui ont commencé à acquérir une plus grande visibilité au cours de cette période. Dans le même temps, le chapitre examine les effets de la propagation du SIDA au sein de la communauté transgenre, en particulier parmi les personnes racisées .

### La vague actuelle
Le cinquième et dernier chapitre examine la visibilité croissante des personnes transgenres dans les années 1990 et 2000, les améliorations des technologies médicales et des ressources de santé pour les personnes transgenres, ainsi que la reconnaissance des complexités et de la subjectivité du genre.

## Réception critique
Clare Tebbutt a passé en revue Transgender History pour Women's History Review, qualifiant le livre d'« ajout important à l'histoire queer des États-Unis » et a salué la profondeur des recherches de Stryker. Dans une critique pour la Gay, Lesbian, Bisexual, and Transgender Round Table, une division de l'American Library Association, Morgan Gwenwald a qualifié le livre d'« aperçu complet de l'histoire transgenre américaine du milieu du XXe siècle à nos jours », qui serait un « ajout important à toute collection d'études de genre, d'études gays/lesbiennes ou d'études féminines ». Reese C. Kelly, écrivant pour GLQ: A Journal of Lesbian and Gay Studies, a décrit le livre comme une « introduction engageante à l'histoire et à l'activisme transgenres » qui est capable de rester accessible à un large public, même si sa longueur de moins de 200 pages garantit qu'il ne peut pas être considéré comme le « texte définitif » sur le sujet. Kelly a également approuvé le contexte et les ressources étendus que le livre offre à ses lecteurs, à savoir une « analyse théoriquement éclairée, un guide du lectorat pour orienter la discussion et la recherche, et une liste importante de sources et de ressources supplémentaires ».
Dans une critique pour la revue Archivaria, Carrie Schmidt a déclaré que le livre était un « récit bien documenté, très détaillé, mais intrinsèquement compliqué de l'histoire du mouvement transgenre aux États-Unis » et qu'il était « informatif sans être aride, à condition que le lecteur s'intéresse au féminisme, au genre, à la sexualité [et] aux questions sociales ». Tracie O'Keefe, du magazine Polare, a noté que si Transgender History est un « volume très digeste » qui agit comme une « lecture de poche de l'histoire trans américaine pour ceux qui ne sont pas universitaires parce qu'il se lit très facilement », c'est aussi « une référence académique parce qu'il est bien référencé ». O'Keefe a également exprimé sa déception quant au fait que l'histoire des identités transgenres dans la culture amérindienne n'ait pas été explorée dans le livre. Transgender History a été fortement recommandé par le critique du magazine Choice, K. Gedge. Gedge a ajouté que les « sources, les lectures suggérées, le guide du lecteur, les nombreux courts profils d'activistes, les publications, les organisations, les films et les sites Web » inclus dans le livre encourageaient tous les lecteurs à « approfondir leurs recherches sur le sujet ».